# Medicago soleirolii
Medicago soleirolii es una especie botánica leguminosa del género Medicago. Es originaria de  la cuenca mediterránea. Forma una relación simbiótica con la bacteria Sinorhizobium meliloti, que es capaz de la fijación de nitrógeno.

## Descripción
Es una hierba anual, postrada o ascendente, ramificada desde la base. Tiene tallos que alcanmzan un tamaño de 30-50 cm de altura, poco ramificados. Hojas con numerosos pelos glandulíferos, pluricelulares; folíolos 12-20 x 9-15 mm. Las inflorescencias en racimos con 5-7 flores; pedúnculo claramente más largo que el pecíolo de la hoja contigua. Corola 7-8 mm, de un amarillo dorado. Fruto de 5 mm de diámetro, espiralado. Semillas amarillas o parduscas. Tiene un número de cromosomas de 2n = 16.

## Distribución y hábitat
Es una especie ruderal; se encuentra a una altitud de 0-100 metros en Crimea, Argelia y Túnez; probablemente introducida en Italia, S de Francia, Córcega, Baleares y Canarias.  

## Taxonomía
Medicago soleirolii fue descrita por Jean Étienne Duby y publicado en Bot. Gall. 1: 124 (1828)
Etimología
Medicago: nombre genérico que deriva del término latíno medica, a su vez del griego antiguo: μηδική (πόα) medes que significa "hierba".
soleirolii: epíteto otorgado en honor del botánico Henry Augustin Soleirol.
Sinonimia
- Medicago plagiospira Durieu	[4][5]